# Ismail Ahmad
Ismail Ahmad Abdelmoneim, detto Somaa (in arabo إسماعيل أحمد عبد المنعم‎?; Alessandria d'Egitto, 23 settembre 1976), è un cestista egiziana con cittadinanza libanese.
Ismail Ahmad, è uno dei giocatori di pallacanestro più longevi e rispettati nella storia della pallacanestro mediorientale. Con una carriera che si estende per oltre due decenni, Ahmad, conosciuto anche con il soprannome Il Faraone Egiziano, si è affermato come un'icona del basket egiziano e libanese, giocando un ruolo cruciale in numerose squadre e competizioni internazionali.

## Carriera

### Club
Cresciuto in Egitto, Ismail Ahmad si è fatto notare sin da giovane per il suo talento cestistico. Ha mosso i primi passi nella pallacanestro professionistica con l'Al-Ittihad Alessandria, una delle squadre più titolate del campionato egiziano, squadra con cui ha esordito in Egyptian Basketball Super League nel 1993, a soli 17 anni. Durante il periodo in Egitto, Ahmad ha contribuito alla crescita della sua squadra, vincendo diversi titoli nazionali . La sua versatilità, la capacità di giocare sia come ala grande che come centro, hanno attirato l’attenzione dei club stranieri, in particolare di quelli del Medio Oriente.
All'inizio degli anni 2000, Ahmad ha lasciato l'Egitto per giocare in Libano, dove aveva già giocato per brevi periodi nel 1996 con il Rosarie e nel 1998 con il Sagesse, ed approda, per la prima volta, all'Al-Riyadi Beirut, club storico della Lebanese Basketball League. Dopo una sola stagione però lascia la squadra ed il campionato per firmare con l'Al-Ittihad Gedda, squadra della Saudi Basketball League, con cui resta per due stagioni.
Nella stagione 2003-2004 torna in Libano firmando con il Champville, con cui arriva alle finali della Lebanese Basketball League e con cui vince la Coppa del Libano. Nell'estate del 2004 Ahmad fece il suo ritorno all'Al-Riyadi Beirut, dove diventa una vera e propria leggenda, giocando con la maglia della squadra di Beirut fino al 2017. La sua presenza sotto canestro, unita a una straordinaria intelligenza di gioco, lo hanno reso uno dei pilastri della squadra ed uno dei migliori giocatori stranieri di sempre ad aver giocato nella LBL. Tra il 2004 e il 2008, quando vince quattro premi MVP consecutivi della Lebanese Basketball League, un'impresa che lo consacra come uno dei migliori giocatori di sempre nel campionato libanese.
Al termine della stagione 2016-2017 Ahmad lascia il Riyadi e firma per la stagione successiva con l'Homenetmen, un’altra squadra del campionato libanese. Qui resta una sola stagione contribuisce alla prima storica vittoria della squadra nella Lebanese Basketball League, battendo in finale proprio la sua ex squadra dell'Al-Riyadi Beirut; inoltre con la canotta dell'Homenetmen vince anche la Coppa del Libano ed anche l'Arab Club Basketball Championship.
Dopo l'esperienza con l'Homenetmen, Ahmad torna all'Al-Riyadi Beirut, dove resta per altre due stagioni, fino alla sospensione del campionato 2019-2020 a causa della pandemia da COVID-19.
Nel gennaio 2020, Ahmad è tornato all'Al-Ittihad Alessandria dopo 13 anni. Nella sua prima stagione ha vinto la Egyptian Basketball Super League 2019-20 ed è stato nominato Miglior Giocatore della Lega (MVP). Con la squadra ha anche conquistato due Coppe d'Egitto (nel 2020 e nel 2021). Dopo la iniziale sospensione della stagione 2019-2020, a causa della pandemia da COVID-19, Ahmad decise di accettare una riduzione del 50% del suo stipendio, per aiutare la società.
Il 17 maggio 2022 Ahmad si è unito nuovamente all'Al-Riyadi Beirut, per giocare la fase finale della Lebanese Basketball League 2021-2022, terminata con la sconfitta in finale contro il Beirut Club. Durante la sua lunga permanenza nel club, con cui ancora nella stagione 2024-2025 all'età di 48 anni Ahmad gioca, ha conquistato la vittoria di 29 trofei tra titoli nazionali ed internazionali.

### Nazionale
Parallelamente alla sua carriera nei club, Ismail Ahmad ha giocato per molti anni con la nazionale dell'Egitto. Con l’Egitto, ha partecipato a due edizioni dei Campionati africani, ottenendo due medaglie di bronzo consecutive nel 2001 e nel 2003. Inoltre, è stato protagonista nella vittoria della squadra ai Giochi panafricani, dove ha conquistato la medaglia d'oro nell'edizione 2007.

## Palmares

### Squadra
- Al-Ittihad Alessandria 
  - Egyptian Basketball Super League (3) : 1994-95, 1995-96, 2019-20
  - Egypt Basketball Cup (2) : 2019-20, 2020-21
  - Arab Club Basketball Championship (4) : 1995, 1996, 2002, 2019
- Sagesse 
  - Arab Club Basketball Championship (1) : 1998
- Al-Riyadi Beirut
  - Lebanese Basketball League (15) : 2004-05, 2005-06, 2006-07, 2007-08, 2008-09, 2009-10, 2010-11, 2013-14, 2014-15, 2015-16, 2016-17, 2018-19, 2020-21, 2022-23, 2023-24
  - Lebanese Basketball Cup (4) : 2006, 2007, 2008, 2019
  - FIBA Asia Champions Cup/Basketball Champions League Asia (2): 2011, 2024
  - WABA Champions Cup (2) : 2008, 2011
  - Arab Club Basketball Championship (5): 2005, 2006, 2007, 2009, 2010
  - FIBA West Asia Super League (1): 2023-24, 2024-25
- Champville
  - Lebanese Basketball Cup (1): 2004
- Homenetmen
  - Arab Club Basketball Championship (1): 2017
  - Lebanese Basketball League (1): 2017-18
  - Lebanese Basketball Cup (1): 2018

### Nazionale
- Giochi panafricani: 
 Algeri 2007
- FIBA Asia Cup: 
 Marocco 2001
 Egitto 2003

### Individuali
- Lebanese Basketball League MVP:

2004-2005, 2005-2006, 2006-2007, 2007-2008
- Egyptian Basketball Super League MVP:

2019-2020
- All-FIBA Asia Champions Cup Second Team:

2008